# Complejo alpujárride
El Complejo alpujárride es una de las unidades de jerarquización de las rocas presentes en la cordillera Penibética, organizadas en conjuntos con significado paleogeográfico, litológico y tectónico. Aflora principalmente en las sierras de las provincias de Granada y Málaga. Toma su nombre de la comarca de La Alpujarra, donde su presencia es masiva.

## Granada
Ocupa en la provincia de Granada la comarca de La Alpujarra, así como parte de las zonas inferiores de Sierra Nevaday La Contraviesa.
Se encuentra subdividido en dos grupos de mantos de corrimiento:
- La formación superior, de rocas carbonatadas recristalizadas, especialmente calizas, dolomías y mármoles.
- La formación inferior, de rocas metadetríticas, filitas, micasquistos y cuarcitas.

## Málaga
Los terrenos montañosos del este de Vélez-Málaga corresponden íntegramente a este dominio, también afloran materiales en los Montes de Málaga, al oeste de la capital en una amplia zona cerca de Pizarra y en la parte occidental de la provincia aparecen en la franja montañosa costera, desde la Sierra de Mijas hasta Sierra Bermeja, además de algunas elevaciones interiores como la sierra de Cártama. El complejo alpujárride de la provincia de Málaga se puede dividir en dos conjuntos:
1. El oriental: situado en la comarca de la Axarquía.
2. El occidental.

### Alpujárrides orientales

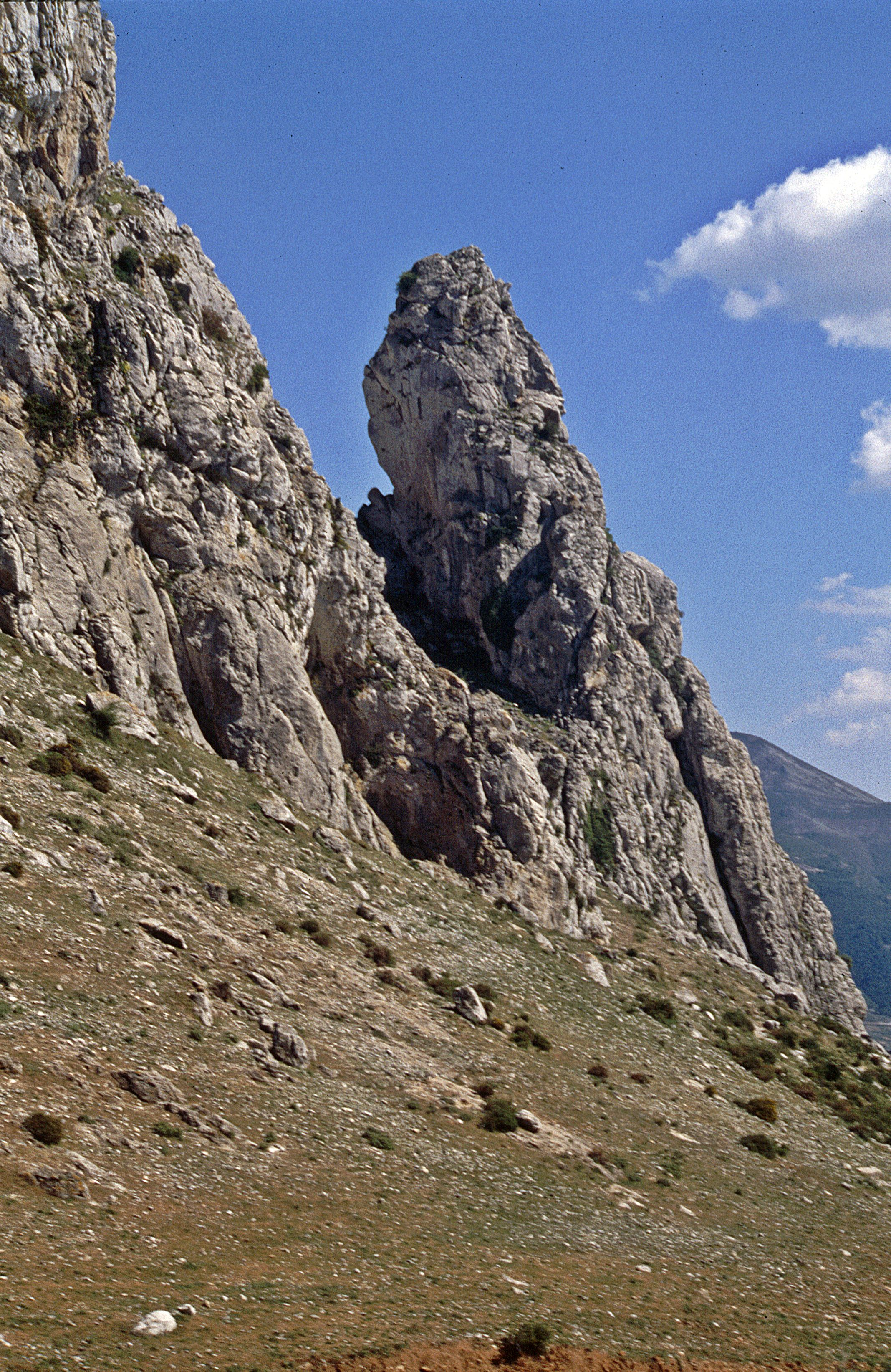
Sierra Tejeda, alpujárrides orientales

En la zona entre Vélez-Málaga y Nerja, los materiales alpujárrides son continuación de los que se encuentran en La Alpujarra, su área tipo. En ambas áreas tienen características comunes, aflorando ampliamente tanto los materiales del zócalo como de la cobertera:
1. Zócalo: tiene una litología homogénea formada fundamentalmente por esquistos, que son el resultado de un metamorfismo de grado medio bajo sobre arcillas y limos, este metamorfismo ha borrado restos orgánicos que son cruciales en la datación de los estratos. Aflora especialmente en los montes de Torrox.
2. Cobertera: constituida por dos formaciones, una inferior de filitas y otra superior de materiales marmóreos. Esta formación de mármoles forma los principales relieves de Sierra Tejeda y Sierra Almijara. Los mármoles se caracterizan por presentar en su parte inferior una dolomitización importante, y esquistos en su parte superior.

### Alpujárrides occidentales

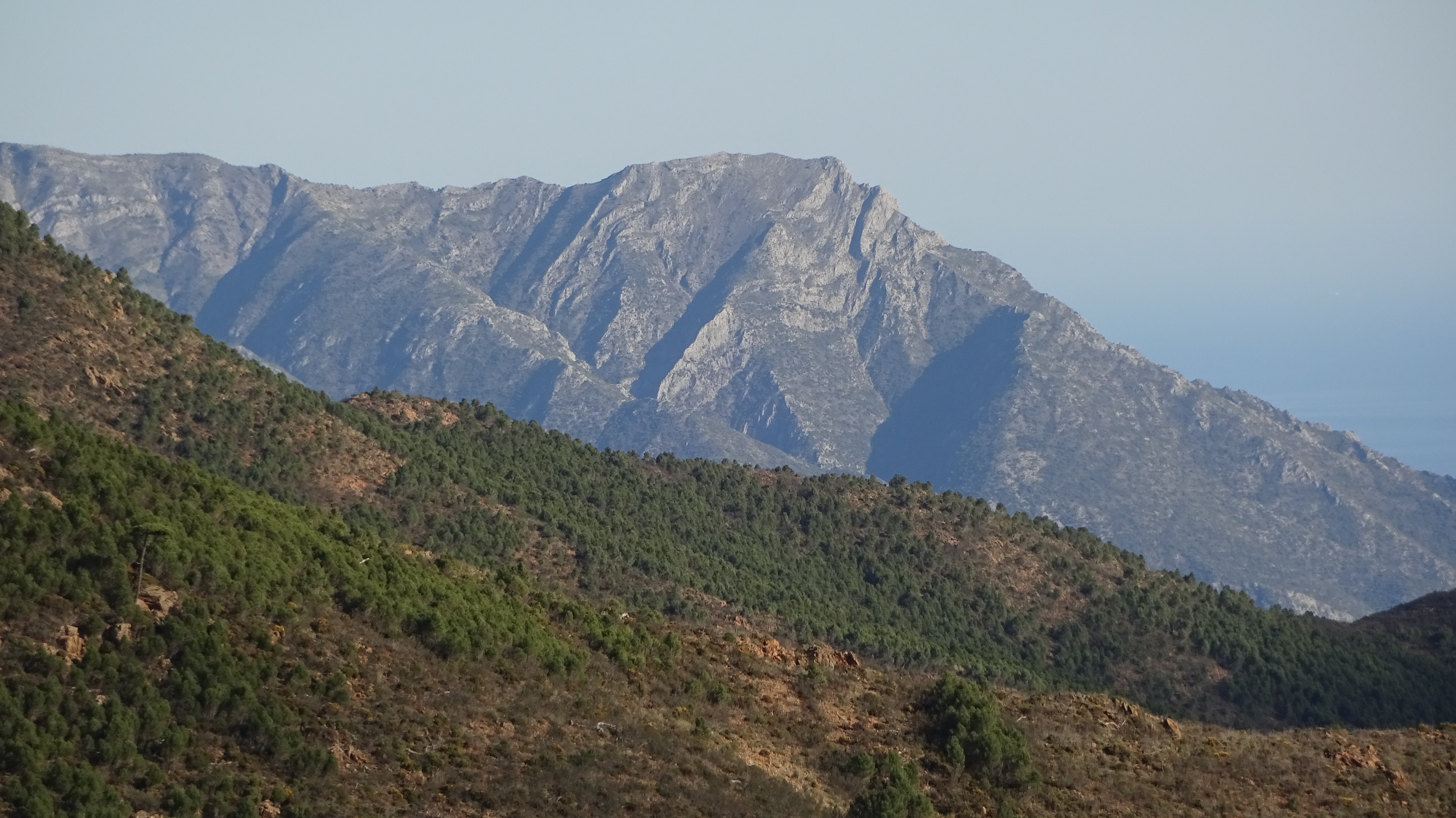
Pico la Concha en Sierra Blanca, alpujárrides occidentales.

Sus particularidades derivan esencialmente de la existencia de un importante volumen de peridotitas procedentes de zonas profundas, que ascienden hasta la superficie. Este hecho somete al resto de rocas alpujárrides a metamorfismo. En esta zona, los alpujárrides se disponen en dos unidades tectónicamente superpuestas:
1. La unidad de Blanca: constituye el elemento tectónico inferior. Los principales afloramientos son Sierra Blanca, Sierra de Mijas y Sierra de Cártama. Litológicamente se pueden distinguir dos grandes conjuntos de rocas, los esquistos y los mármoles. Ambos muy deformados. En las zonas más profundas de esta unidad se pueden observar procesos de anatexia por contacto con las peridotitas, lo que ha originado rocas como los gneises y las migmatitas. Los mármoles de los Alpujárrides occidentales forman la masa principal de sierra Blanca y sierra de Mijas.
2. La unidad de Los Reales: es el manto de corrimiento más alto. Está constituido por la masa de peridotitas y las rocas metamórficas que las envuelven. Las peridotitas forman afloramientos extensos en sierra Bermeja, sierra Alpujata y sierra Aguas, además de otros afloramientos menores en la sierra de Mijas y la sierra de Cártama. Todos los afloramientos de las peridotitas están asociados a la unidad de Los Reales, aunque la unidad de Blanca los presenta en profundidad. Las rocas metamórficas asociadas a las peridotitas afloran mayoritariamente en la Serranía de Ronda, dentro de estos materiales metamórficos, las adyacentes a las peridotitas suelen ser gneises, migmatitas y cuarcitas, mientras que la parte superior del conjunto está formada por filitas.